# Frédéric Beauregard
Frédéric Beauregard (28. siječnja 1984.) je rukometaš iz Demokratske Republike Kongo. Nastupa za francuski klub JS Cherbourg Manche Handball i rukometnu reprezentaciju Demokratske Republike Kongo.
Natjecao se na Svjetskom prvenstvu u Egiptu 2021., gdje je reprezentacija DR Konga završila na 28. mjestu.